# Myrcia sylvatica
Myrcia sylvatica là một loài thực vật có hoa trong Họ Đào kim nương. Loài này được (G.Mey.) DC. mô tả khoa học đầu tiên năm 1828.

## Hình ảnh

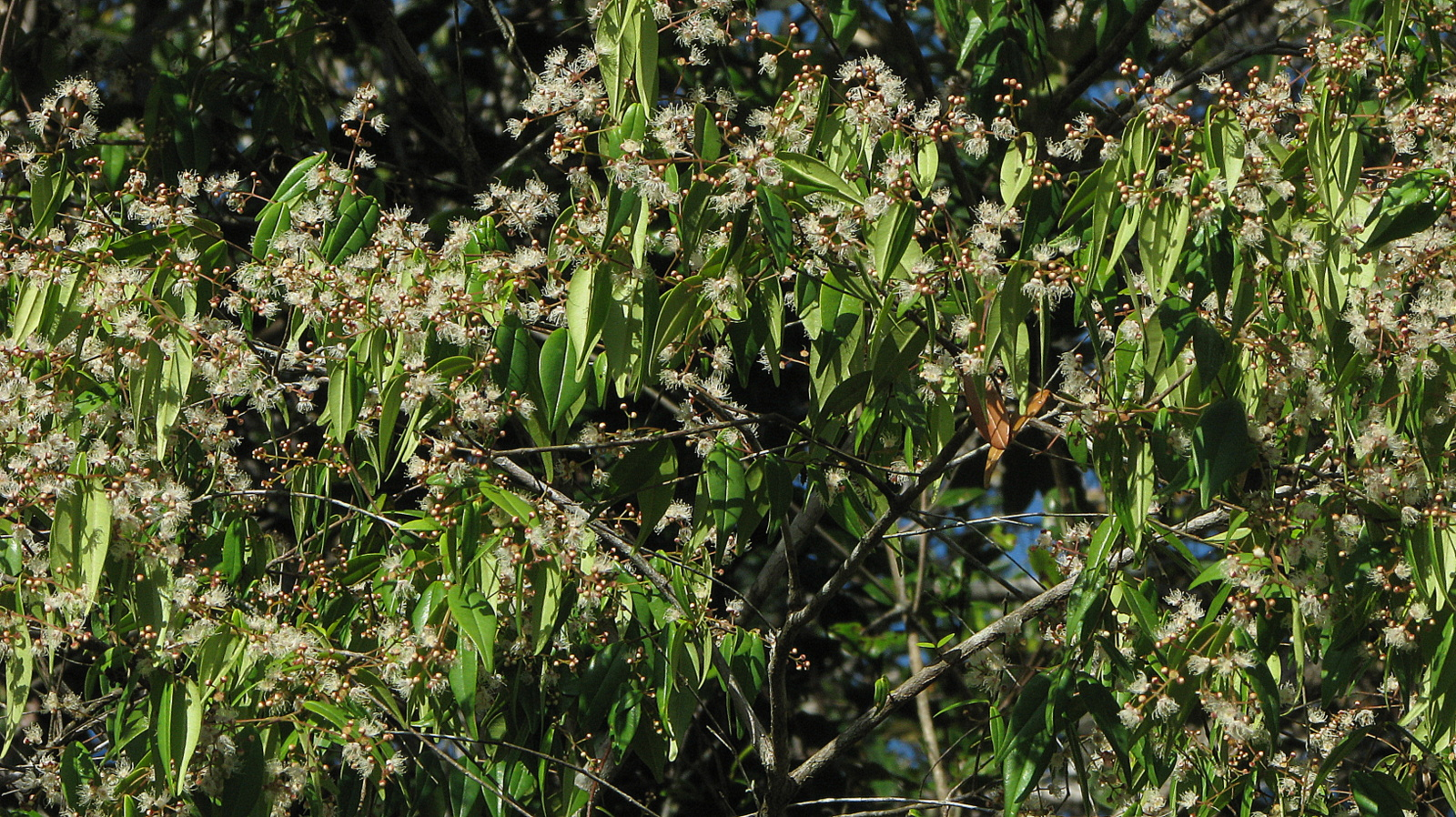
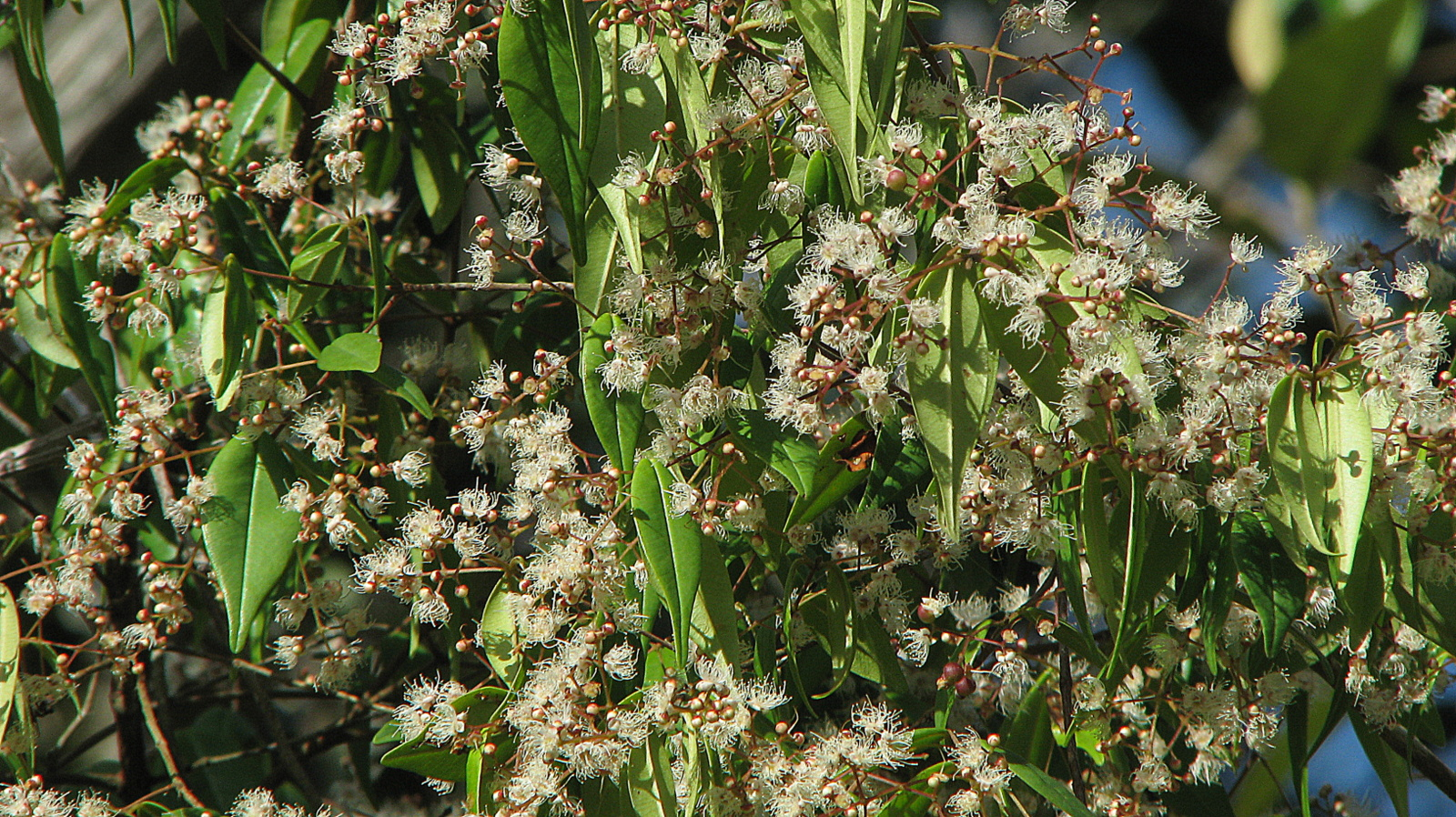
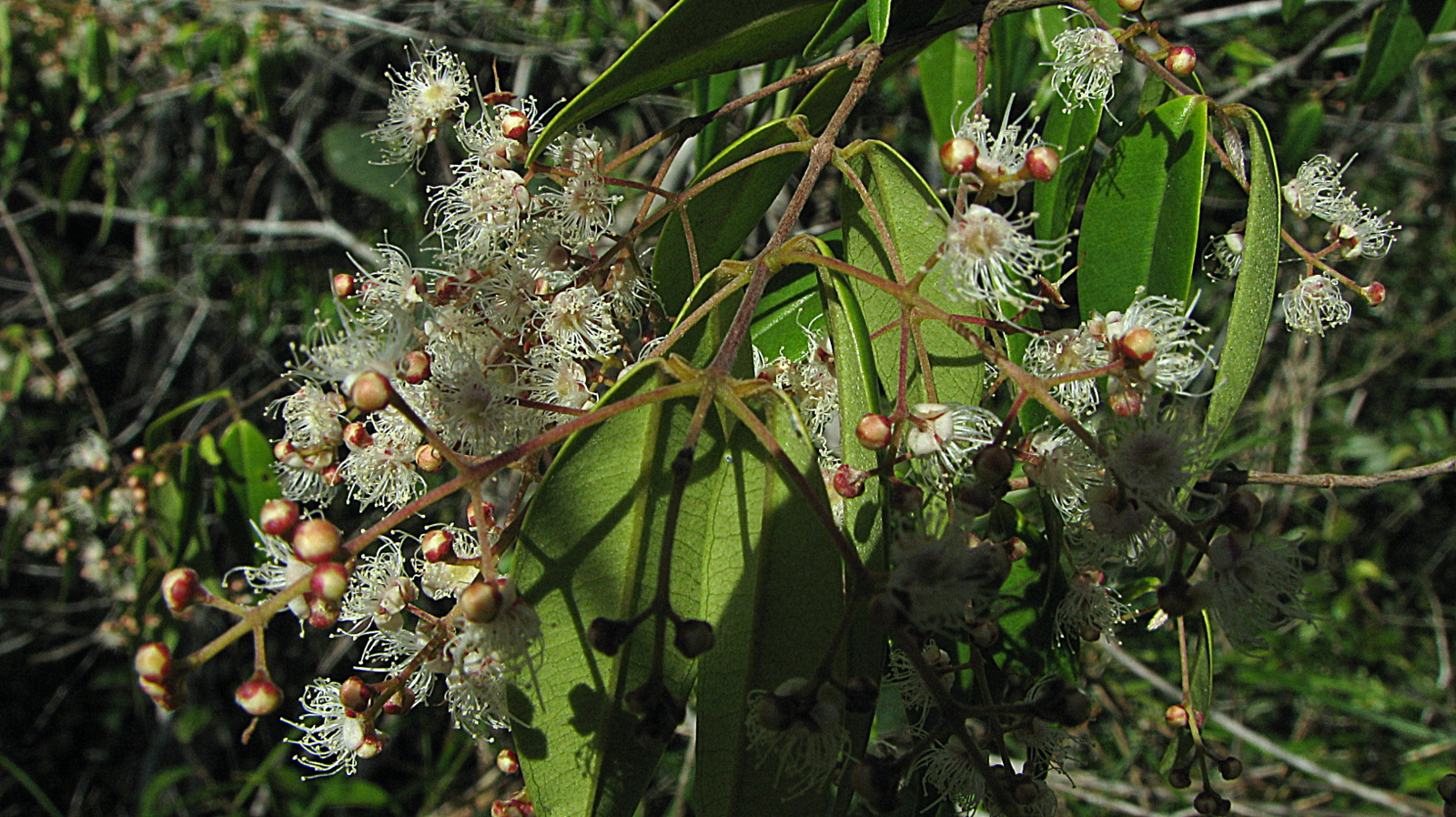
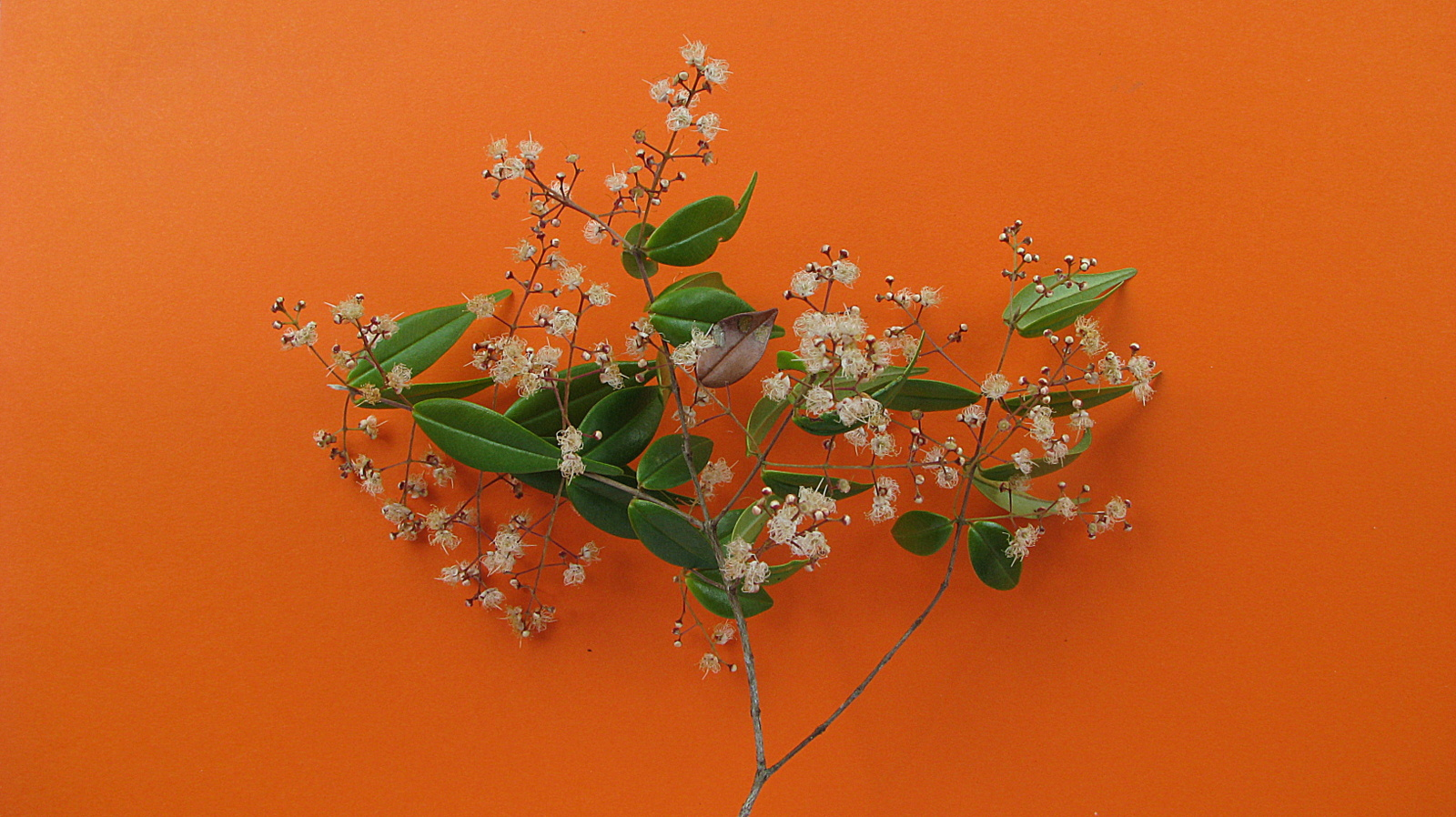